# 新宫殿 (班贝格)

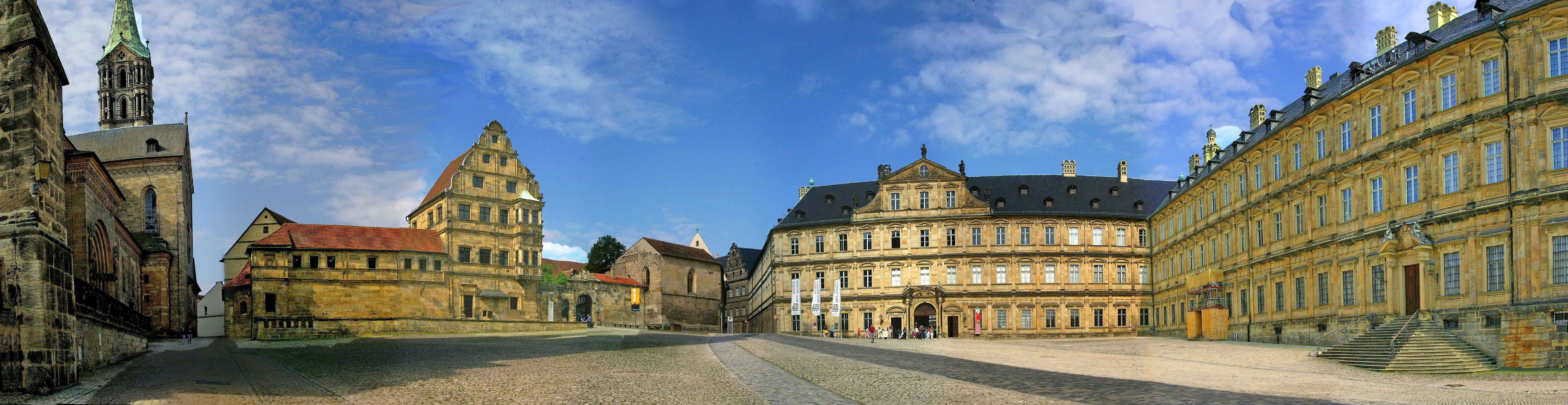
主教座堂广场与主教座堂、老宫殿和新宫殿

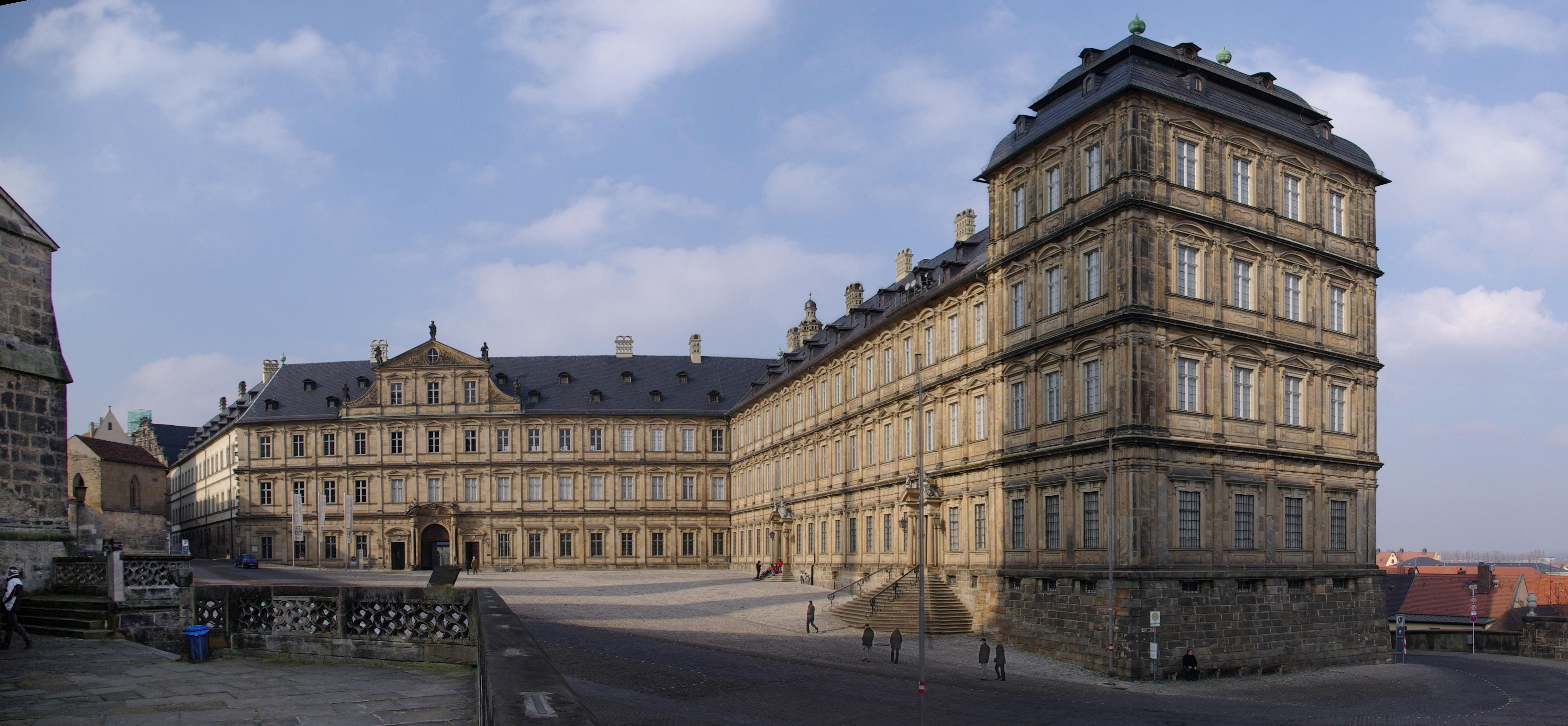
新宫殿

新宫殿（Neue Residenz）是德国班贝格的一座多翼的砂岩建筑，位于主教座堂广场，曾经是班贝格采邑主教的府邸，现在设有州立图书馆和美术馆。 
1815年6月1日，在此发生了拿破仑时代的最后一幕插曲：拿破仑的一个元帅路易斯·亚历山大·贝尔蒂埃在落入俄国军队手中之前跳楼自杀。
新宫殿接待过退位的希腊国王和王后奥托一世夫妇。 
1919年，巴伐利亚议会通过巴伐利亚第一部民主宪法（班贝格宪法）。 

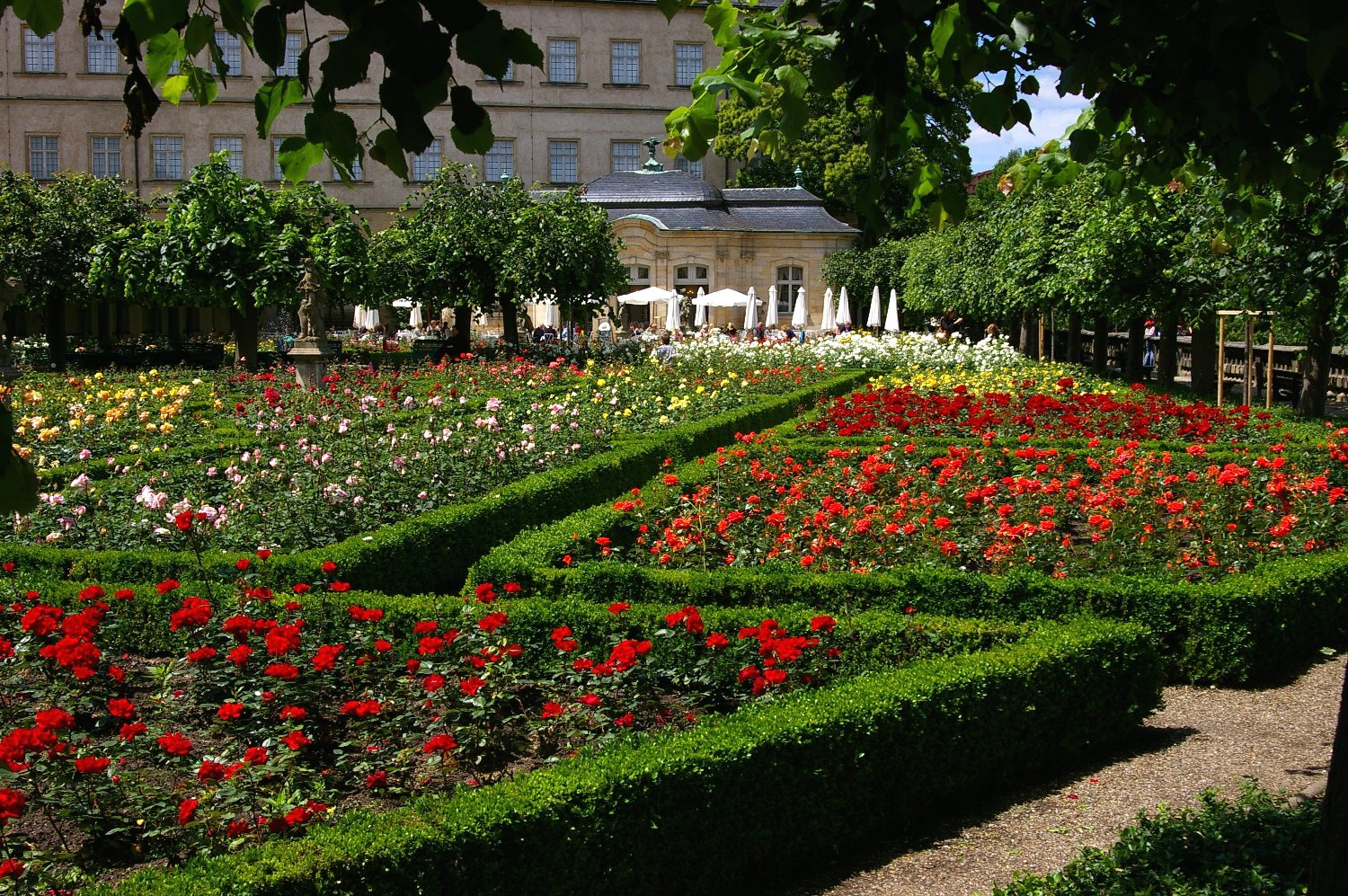
玫瑰园

新宫殿的玫瑰园（Rosengarten）有4500株玫瑰，是当地人和游客的休闲目的地，从此可以眺望圣弥额尔教堂和城市民居的屋顶。